# ClubJenna
ClubJenna, Inc. é um estúdio de produção de filmes pornográficos americano sediado em Scottsdale, Arizona. Foi fundado em 2000 pela atriz pornô Jenna Jameson, e Jay Grdina, que atuou como ator pornô com o nome de Justin Sterling e hoje é presidente da ClubJenna, Inc.. Começou inicialmente como o site oficial da atriz, mas o negócio cresceu e tornou-se um grande estúdio, começando a produzir filmes pornográficos em 2001.
O primeiro filme lançado, Briana Loves Jenna (com Briana Banks), foi indicado em 2003 para o AVN Award como o mais vendido e mais rentável título pornográfico de 2002. Seus recursos incluem uma empresa de produção cinematográfica, uma rede de sites de pagamento, além de um canal de televisão a cabo por assinatura.
Em 2006, foi descrito pela Reuters como um dos poucos estúdios que dominam a indústria da pornografia nos Estados Unidos.

## Prêmios
- 2003: AVN Award – Top Selling Release of the Year por Brianna Loves Jenna[1]
- 2003: AVN Award  – Top Renting Release of the Year por Brianna Loves Jenna[1]
- 2005: AVN Award – Best Video Feature por Bella Loves Jenna[1]
- 2006: AVN Award  – Best Specialty Release - BDSM por Jenna Loves Pain[1]
- 2008 AVN Award - 'Best Pro-Am Series por Filthy's First Taste[2]